# Ferdo Šišić
Ferdo plemeniti Šišić (eingedeutscht Ferdinand von Šišić; * 9. März 1869 in Vinkovci, Österreich-Ungarn, heute Kroatien; † 1. Januar 1940 in Zagreb, Königreich Jugoslawien) war ein jugoslawischer Historiker, der als Begründer der modernen Geschichtsschreibung Kroatiens gilt. Er leistete insbesondere wesentliche Forschungsbeiträge zu Themen des Frühmittelalters in Kroatien und Bosnien, aber auch zu anderen Zeitepochen der südslawischen Geschichte.

## Leben und Wirken
Šišić studierte ab 1888 an der philosophischen Fakultät der Universität Zagreb, wo er im Sommer 1892 mit der Lehramtsprüfung seinen ersten Abschluss erwarb. Unter seinen akademischen Lehrern waren neben dem Literaturhistoriker Armin Pavić (1844–1914) andere damals in Kroatien bedeutende Wissenschaftler wie Franjo Marković, Natko Nodilo, Đuro Pilar, Petar Matković.
An der Universität Wien setzte Šišić seine Studien fort, wo er bei Rikard Heinke, Vatroslav Jagić, Jakob Minor und Joseph Seemüller studierte, die seine Methodik prägten. In Wien untersuchte Ferdo Šišić systematisch die erhaltenen Matrikel der Universität von 1453 bis 1630, um den Anteil der Studierenden vom Balkan zu analysieren.
Zurück in Zagreb waren Tadija Smičiklas und Tomislav Maretić wichtige Einflüsse für Šišić. Er arbeitete bis 1902 als Lehrer, zunächst in Gospić, später in Zagreb und in Osijek. 1900 wurde er an der Universität Zagreb mit einer geschichtswissenschaftlichen Studie über die Städte Zadar und Venedig in der Zeit von 1159 bis 1247 zum Doktor der Philosophie promoviert. Im Jahr 1902 habilitierte er sich mit einer Arbeit über Miha Madijev de Barbezanis (1280–1338). Im Anschluss daran wurde er in Zagreb Privatdozent für die Geschichte Kroatiens vom 12. bis ins 14. Jahrhundert.
Wegen seiner politischen Anschauungen suspendierte man ihn im Jahr 1908 vom Lehramt. Der Grund war, dass Šišić seit diesem Jahr ein exponierter Vertreter des Parteienbündnisses Kroatisch-Serbische Koalition war. Das Bündnis strebte die Bildung eines gemeinsamen Gliedstaats aller Südslawen in der Habsburgermonarchie an. Šišić war von 1908 bis 1911 Abgeordneter des Bündnisses im kroatischen Parlament und blieb bis 1917 für die Kroatisch-Serbische Koalition tätig.
Bereits 1909 wurde seine Suspendierung vom Lehramt wieder aufgehoben, worauf man ihn auf einen Lehrstuhl an der Universität Zagreb berief. 1910 wurde Šišić in die Südslawische Akademie der Wissenschaften und Künste aufgenommen, die heute den Namen Kroatische Akademie der Wissenschaften und Künste trägt. Ferdo Šišić wirkte als Universitätsprofessor bis zum Sommersemester 1937/38. Im Jahr 1939 trat er freiwillig in den Vorruhestand und starb bereits im Folgejahr.

## Bedeutung
Als Geschichtsforscher war Šišić im Schwerpunkt an Entwicklungen des Früh- und Hochmittelalters in Kroatien interessiert. Seine Werke über die Vergangenheit und Nationwerdung der Kroaten prägten wesentlich das Geschichtsverständnis des Landes und bestimmten das wissenschaftliche Leben seiner Disziplin in Kroatien für nahezu ein halbes Jahrhundert. Seine Bibliografie umfasst mehr als 450 Arbeiten. Wichtig wurde seine umfangreiche Geschichte Kroatiens, deren drei Bände von 1906 bis 1913 erschienen.
Darüber hinaus baute er eine Bibliothek mit mehr als 20.000 Titeln auf, die nach seinem Tod der Sammlung des kroatischen Staatsarchivs in Zagreb zufielen.
Bedeutend ist Šišićs Monographie über den bosnischen Großherzog Hrvoje Vukčić Hrvatinić (1350–1416) und eine historisch-kritische Edition der Dukljanin-Chronik. Die wissenschaftlichen Arbeiten Ferdo Šišićs wurden in der Fachwelt als objektiv und systematisch geschätzt. Er versuchte unter ausgiebiger Verwendung von Archivmaterial, das er in ganz Europa sammelte, seine jeweiligen Themen weitgehend frei von Spekulationen über Unbekanntes darzustellen. Šišićs letztes, nicht mehr vollendetes Werk galt der Zeit des Herrschergeschlechts der Árpáden (1001–1301). Es konnte erst nach seinem Tod aus dem Nachlass herausgegeben werden.

## Schriften

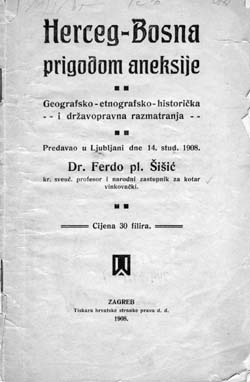
Titel von Šišićs Schrift über Bosnien und Herzegowina (1908)

- Hrvoje Vukčić Hrvatinić i njegovo doba (1350–1416), Zagreb 1902.
- Bosna pod turskim gospodstvom, “Prilozi hrvatstvu Bosne i Hercegovine. (Zbirka tekstova iz napredkovih kalendara)”, (Uredio Milenko Brkić), PCC Međugorje, Studenci 1995
- Nekoliko isprava iz početka XV. stoljeća, Starine JAZU 39, Zagreb 1938, 129–320
- Izvori bosanske povijesti u, “Povijest Bosne i Hercegovine od najstarijih vremena do godine 1463., Knjiga prva”, 3. izdanje, HKD Napredak, Sarajevo 1998
- Hrvatska povijest I–III. Zagreb 1906–1913
- Priručnik izvora hrvatske historije. Zagreb 1914
- Pregled povijesti hrvatskog naroda. Zagreb 1916.
- Geschichte der Kroaten I. Zagreb 1917
- Pregled povijesti hrvatskog naroda. Zagreb 1922.
- Povijest Hrvata u vrijeme narodnih vladara I. Zagreb 1925.
- Povijest Hrvata u vrijeme narodnih vladara (pretisak izdanja iz 1925), Nakladni zavod MH, Biblioteka Hrvatske povjesnice. Zagreb 1980
- Povijest Hrvata za kraljeva iz doma Arpadovića. Zagreb 1944
- Pregled povijesti hrvatskog naroda od najstarijih dana do godine 1873 (Bearbeitet von Jaroslav Šidak). Zagreb 1962